# 織田敏宗
織田 敏宗（おだ としむね） は、戦国時代の武将。通称は左馬助。織田信秀の伯父、織田信長の大伯父。

## 略歴
織田敏定の子として誕生。
清洲三奉行の一家「織田弾正忠家」の織田信秀に仕え、天文13年（1544年）8月、三河国の松平長親が死去すると、三河安祥城攻めに出陣（安城合戦）、3000を率いるも攻略に失敗し、やむなく撤退した。この際、腹へ傷を負ったとされる。翌天文14年11月9日（1545年12月12日）、京極常観の娘を娶った。
なお没年は定かではないが、死因は病死とされる。また後に子とされる定宗は飯尾氏の養子となったという。法名は康勝寺殿岩常空大居士。